# Burg Jevišovice
Die Burg Jevišovice (tschechisch hrad Jevišovice) ist eine abgegangene Höhenburganlage in Tschechien. Sie liegt nordöstlich des Stadtzentrums von Jevišovice auf der Gemarkung von Střelice im Okres Znojmo.

## Geographie
Der Burgstall befindet sich linksseitig der Jevišovka auf einem bewaldeten Felssporn über einer Flussschleife. Auf dem westlich gegenüberliegenden Sporn steht das Alte Schloss Jevišovice.
Umliegende Ortschaften sind Záduška im Osten, Jevišovice im Süden und Střelice im Nordwesten.

## Geschichte
Der Felssporn war bereits während der Kupfersteinzeit besiedelt und gilt als archäologische Fundstätte der Jevišovice-Kultur. 
Die Burg wurde zwischen 1278 und 1288 durch Boček, einen Sohn des Kuna von Zbraslav und Kunstadt und Begründer der Jevišovicer Linie der Herren von Kunstadt errichtet. Die erste indirekte Erwähnung erfolgte im Jahre 1289, als Boček und sein Bruder Kuna erstmals das Prädikat von Jevišovice gebrauchten. Erstmals beschrieben wurde sie 1398. Der Machtkampf zwischen König Wenzel IV. und seinem Bruder Sigismund sowie der Bruderkrieg zwischen Jobst und Prokop von Mähren zerrütteten am Übergang vom 14. zum 15. Jahrhundert das Land. Die Burg war zu dieser Zeit Sitz des Hynek Dürrteufel von Kunstadt († 1407), der u. a. zusammen mit Johann Sokol von Lamberg Wenzel IV. und Prokop von Mähren unterstützte. In Mähren und dem Marchfeld trieb er als Raubritter sein Unwesen und widersetzte sich erfolgreich gegen die Truppen Kaiser Sigismunds und Herzog Albrechts V. Nach dem Ausbruch der Hussitenkriege schlossen sich Hyneks Söhne Hynek II. und Boček Dürrteufel von Kunstadt den Aufständischen an. Da die Burg zu einem Bollwerk der Hussiten in Südwestmähren geworden war, ließ Herzog Albrecht V. sie 1421 einnehmen und zerstören. Ab 1423 konnten die Hussiten die Burg nochmals bis 1431 halten, wahrscheinlich wurde sie dabei im Jahre 1425 erneut von kaiserlichen Truppen erobert. Zu dieser Zeit ließ Sezema Zajímač von Kunstadt gegenüber der alten Burg auf dem Sporn rechtsseitig der Jevišovka eine neue Burg erbauen. 1432 wurden erstmals beide Burgen erwähnt. Als Hynek und Boček Dürrteufel von Kunstadt im Jahre 1448 eine Hälfte von Střelice ihrem Vetter Jan Zajímač von Kunstadt schenkten, wurde die alte Burg als wüst bezeichnet.

## Anlage
Die Burg wurde auf einem an drei Seiten von der Jevišovka umflossenen Sporn, der nach Westen durch steile Felswände geschützt war, errichtet. In der Beschreibung von 1389 sind eine vordere und hintere Vorburg, mehrere Brücken und Durchlässe, eine Kapelle und ein mächtiger viereckiger Turm genannt. 
Die schmale Kernburg erstreckte sich auf einer Länge von 60 m auf dem Sporn, ihre maximale Breite betrug 38 m. Nordöstlich schloss sich die von einem breiten Graben abgetrennte hintere bogenförmige Vorburg an, deren Abmessung 60 × 15 m betrug. Es wird angenommen, dass die Bebauung der Vorburgen aus Fachwerk bestand.
Von der Burg ist nur noch wenig erkennbar. Deutlich sichtbar ist das Bodenrelief mit dem Burggraben und einem Schutthügel der Kernburg. Erhalten ist ein geringer Rest der nördlichen Burgmauer sowie Mauerreste eines Gebäudes mit bogenförmigem Grundriss im südwestlichen Teil. Der Burgstall ist als Kulturdenkmal geschützt.
Vom Burgstall bietet sich ein guter Ausblick auf das Alte Schloss.